# مايرز ليونارد
مايرز ليونارد (بالإنجليزية: Meyers Leonard)‏ مواليد 27 فبراير 1992 في فرجينيا، هو لاعب كرة سلة أمريكي بدأ مسيرته الاحترافية في سنة 2012 حيث تم اختياره من قبل فريق بورتلاند ترايل بلايزرز خلال الدرافت يلعب مع فريق بورتلاند ترايل بلايزرز في الرابطة الوطنية لكرة السلة كلاعب وسط ويحمل الرقم 11. يبلغ طوله 7 قدم 1 بوصة (2.2 م).

## إحصائيات المسيرة

### الموسم الاعتيادي
| السنة   | الفريق                 | لعب | بدأ | دقيقة | ميداني% | ثلاثية | حرة  | ارتداد | صنع | استلاب | تصدي | نقطة |
| ------- | ---------------------- | --- | --- | ----- | ------- | ------ | ---- | ------ | --- | ------ | ---- | ---- |
| 2012–13 | بورتلاند ترايل بلايزرز | 69  | 9   | 17.5  | .545    | .429   | .809 | 3.7    | .5  | .2     | .6   | 5.5  |
| 2013–14 | بورتلاند ترايل بلايزرز | 40  | 0   | 8.9   | .451    | .000   | .762 | 2.8    | .5  | .2     | .1   | 2.5  |
| 2014–15 | بورتلاند ترايل بلايزرز | 55  | 7   | 15.4  | .510    | .420   | .938 | 4.5    | .6  | .2     | .3   | 5.9  |
| 2015–16 | بورتلاند ترايل بلايزرز | 61  | 10  | 21.9  | .448    | .377   | .761 | 5.1    | 1.5 | .1     | .3   | 8.4  |
| المسيرة |                        | 225 | 26  | 16.6  | .489    | .385   | .814 | 4.1    | .8  | .2     | .3   | 5.8  |

### التصفيات
| السنة   | الفريق                 | لعب | بدأ | دقيقة | ميداني% | ثلاثية | حرة  | ارتداد | صنع | استلاب | تصدي | نقطة |
| ------- | ---------------------- | --- | --- | ----- | ------- | ------ | ---- | ------ | --- | ------ | ---- | ---- |
| 2014    | بورتلاند ترايل بلايزرز | 4   | 0   | 2.3   | .000    | .000   | .000 | .5     | .0  | .0     | .0   | .0   |
| 2015    | بورتلاند ترايل بلايزرز | 5   | 0   | 21.2  | .667    | .769   | .500 | 6.6    | 1.0 | .4     | .4   | 7.8  |
| المسيرة |                        | 9   | 0   | 12.8  | .609    | .769   | .500 | 3.5    | .6  | .2     | .2   | 4.3  |

## روابط خارجية
- مايرز ليونارد على موقع الاتحاد الدولي لكرة السلة (الإنجليزية)
- مايرز ليونارد على موقع إن بي أي (الإنجليزية)
- مايرز ليونارد على موقع سبورتس رفرنس (الإنجليزية)
- مايرز ليونارد على موقع كرة السلة الأوروبية.كوم (الإنجليزية)
- مايرز ليونارد على موقع إي إس بي إن.كوم (الإنجليزية)
- مايرز ليونارد على موقع كلية كرة السلة في سبورتس رفرنس.كوم (الإنجليزية)
- مايرز ليونارد على موقع ريلجم (الإنجليزية)
- مايرز ليونارد على موقع بروبوليرز (الإنجليزية)